# Gabriel Gustafson
Gabriel Adolf Gustafson (8. august 1853 i Visby — 16. april 1915 i
Kristiania) var en norsk arkæolog. 
Gustafson studerede i Upsala og blev 1881 Amanuensis ved det derværende
arkæol. Mus. 1877—88 foretog han en række undersøgelser i forskellige svenske landskaber, men gik
Aaret efter til Norge, hvor han blev »Konservator« ved Bergens Museum. Efter Oluf Ryghs død
blev G. 1900 Direktør for Univ.’s Oldsagsmus. i Kria og Prof. Hans Virksomhed er saaledes
halvt sv., halvt norsk. I Bergens Mus.’s Aarbog og i det af den norske Forening til
Fortidsmindernes Bevaring udgivne Tidsskrift har han meddelt forsk. Afh. Han foretog den
vanskelige Udgravning af Vikingeskibet fra Oseberg og udsendte 1906: »Norges Oldtid, Mindesmærker og Oldsager«.